# 9818 Eurymachos
9818 Eurymachos è un asteroide troiano di Giove del campo greco. Scoperto nel 1960, presenta un'orbita caratterizzata da un semiasse maggiore pari a 5,2098552 UA e da un'eccentricità di 0,0022406, inclinata di 7,49141° rispetto all'eclittica.
L'asteroide è dedicato a Eurimaco, guerriero acheo che entrò nel cavallo di Troia.